# Diapause
La diapause est une phase génétiquement déterminée dans le développement d'un organisme au cours de laquelle celui-ci diminue l'intensité de ses activités métaboliques.
On considère que l'animal, le végétal ou la cellule (bactérie, champignon, zygote ou ovule fécondé...) adopte une forme de vie ralentie selon des processus physiologiques et biologiques complexes en réponse anticipée à des variations de l'environnement. Il s'agirait donc d'un mécanisme adaptatif permettant aux animaux de résister et de survivre aux variations extrêmes des conditions de vie dans leur habitat (chaleur, sécheresse ou froidure excessives, nourriture raréfiée...). Il permettrait aussi de synchroniser le cycle de vie de l'organisme, ainsi que dans certains cas le cycle reproductif et le développement embryonnaire, avec le cycle des saisons.
De nombreuses espèces d'oiseaux ont développé une autre stratégie pour fuir les mauvaises conditions : la migration ; donc ils ne font pas de diapause. 
Correspondant à une période de vie ralentie, la diapause est à déterminisme génétique (dormance prédictive), ce qui la distingue de la quiescence ou de l'hibernation à déterminisme environnemental (dormance conséquentielle).

## Différents types de diapauses et exemples dans le monde animal

### La diapause adaptative environnementale
Celle-ci est fréquente et bien étudiée chez les insectes, « mais elle est largement répandue dans le monde des invertébrés : autres arthropodes (araignées, petits crustacés d'eau douce ou d'eau saumâtre), vers de terre, nématodes, éponges... ». Les invertébrés (ainsi d'ailleurs que beaucoup de vertébrés comme les poissons ou les reptiles) sont ectothermes, c'est-à-dire qu'ils ne disposent pas d'un mécanisme d'autorégulation de leur température interne ni d'un contrôle métabolique de leur température corporelle par production de chaleur comme les mammifères ou les oiseaux qui sont endothermes et homéothermes (leur température interne est globalement maintenue constante quelle que soit la température externe) ; à l'inverse les  invertébrés sont aussi poïkilothermes, c'est-à-dire que leur température varie avec celle de leur milieu. Or peu d'invertébrés effectuent des migrations saisonnières (sauf certains papillons, criquets ou libellule par exemple : voir les articles consacrés à la migration des papillons et à la migration des insectes). Quand vient la saison froide, ils n'ont d'autre choix que d'adopter un mode de vie ralenti dont l'activité métabolique réduite à l'extrême permet à l'insecte (par exemple) de vivre "sur ses réserves" en attendant des jours plus favorables à cette activité. Cette réponse à la contrainte environnementale par la vie ralentie peut n'être qu'une simple quiescence, qui cesse dès le retour de températures plus élevées. En revanche, « la diapause est déclenchée avant l'apparition des facteurs défavorables, et elle n'est pas levée par la seule disparition de ceux-ci ; elle se maintient un certain temps quel que soit l'environnement présent. »   
Cette diapause correspond donc à un arrêt du développement (ou à une quasi suspension de l'activité métabolique) au cours de la vie d'un insecte (qu'il soit au stade embryon, larve, nymphe ou adulte). La diapause est déclenchée par un événement extérieur (par exemple la réduction de la longueur du jour en automne) ; elle est levée (le développement ou l'activité métabolique reprennent) lorsque le temps nécessaire exact est passé : dans ce cas, fréquent, l'insecte passe l'hiver sans avoir besoin de trouver sa nourriture et reprend son activité quand la mauvaise saison est définitivement terminée. Ce n'est donc pas la variation de température qui régente la diapause mais l'évolution de la longueur des jours qui est un phénomène plus régulier. 

#### Types de diapause adaptative
La diapause peut être obligatoire ou facultative. 
La diapause est obligatoire chez les espèces univoltines d'insectes (qui ont une génération par an), ou chez les espèces semi-voltines (ayant un cycle bisannuel ou plus lent encore). Elle est inscrite dans leur programme génétique de développement et synchronisée avec les saisons. Elle se produit toujours, et à un stade déterminé du cycle de développement de chaque individu.
Mais la plupart des diapauses sont facultatives : la diapause facultative dépend d'un facteur limitant dans les conditions environnementales, qui fera qu'elle aura lieu ou pas : pour les espèces polyvoltines (à plusieurs générations par an), la diapause s'exprime  en fonction des conditions de l'environnement et à certains stades critiques du développement.
La diapause facultative se présente sous deux formes, selon les espèces : 
- l’oligopause : les facteurs déterminants sont la photopériode et la température, qui se combinent pour déclencher ensemble l'entrée et la sortie de diapause ;
- l’eudiapause : la photopériode détermine seule l'entrée en diapause, et la variation de température détermine seule, au-dessus d'un certain seuil, la sortie de diapause[2].

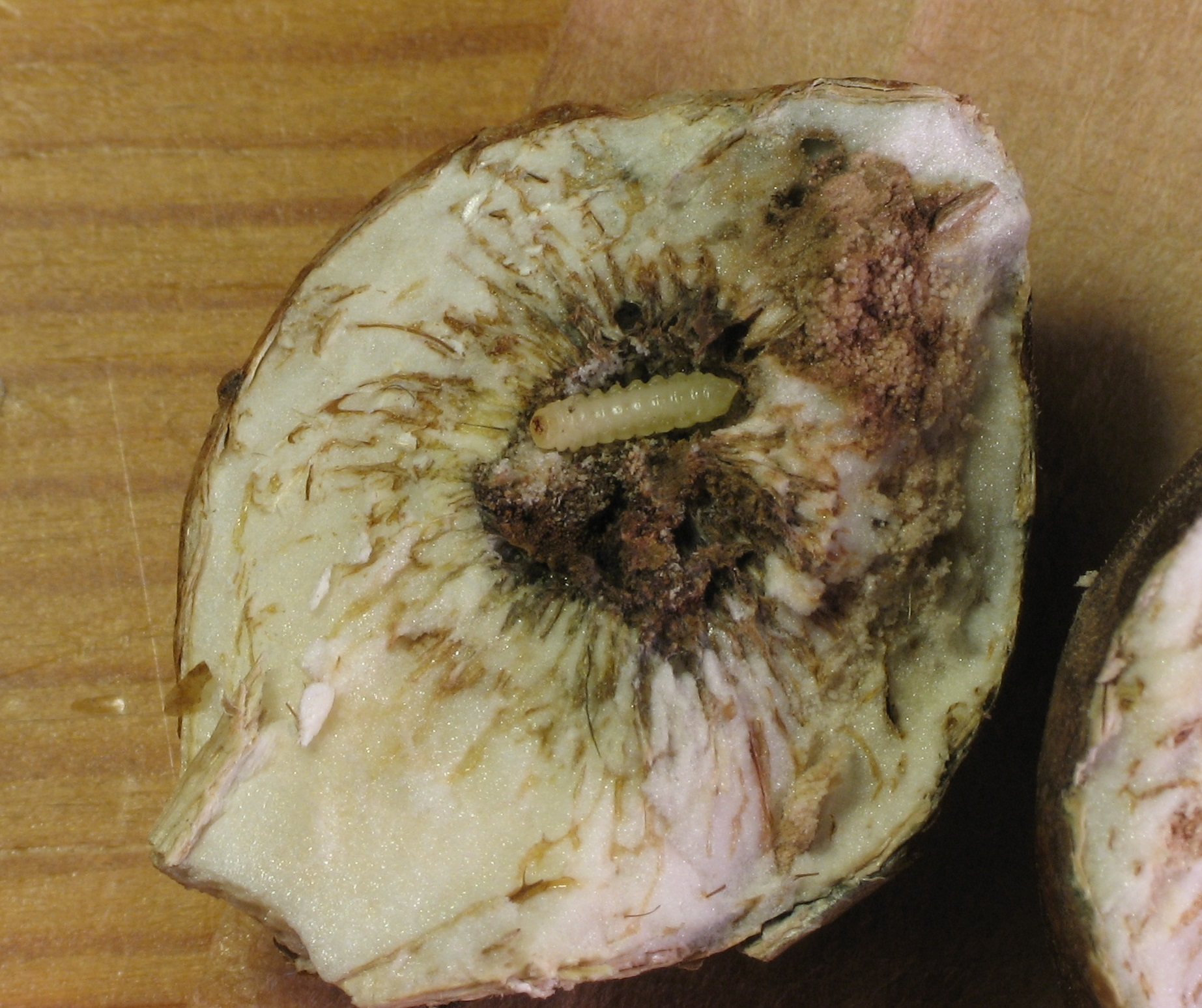
Exemple de diapause larvaire : larve d'un coléoptère Mordellistena en situation de diapause dans une galle causée par la larve de la mouche Eurosta solidaginis (parasitée et tuée par celle du coléoptère) — voir Galle produite par la mouche E. solidaginis. (Churchville Nature Center, Comté de Bucks, Pennsylvanie, USA).

#### Stades diapausants
Selon les espèces, la diapause peut se produire à n'importe quel moment du développement. 
Chez les insectes : 
- diapause embryonnaire,
- diapause larvaire / nymphale (phase larvaire au cours de laquelle l'insecte acquiert sa forme adulte),
- diapause adulte / imaginale (c'est une diapause reproductive : elle empêche pour un moment la reproduction).

Chez les vertébrés, qui n'ont pas de larves, on ne retrouve bien sûr que des diapauses embryonnaires ou adultes.
En fonction de la durée de vie de l'animal, il pourra présenter plusieurs types de diapauses : le criquet connaît une diapause embryonnaire et une diapause adulte, ce qui fait qu'il vit plus longtemps.

#### Étapes de la diapause
Il y a quatre étapes dans la diapause :
- La pré-diapause : l'animal va constituer des réserves (lipidiques et protéiques principalement) et changer de comportement : il va par exemple rechercher un environnement protégé.

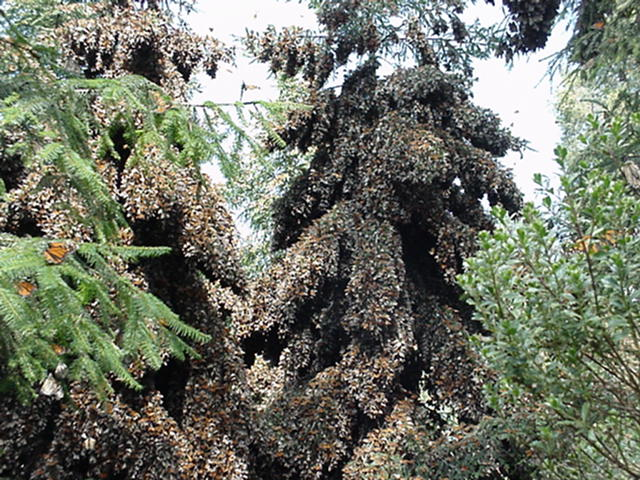
Groupe de papillons monarques hivernant en diapause sur des oyamel (conifères). L’un des arbres en est complètement recouvert (réserve d’Angangueo, État de Michoacán, Mexique, février 2000).

- L'induction ~ (entrée en diapause) : l'animal arrête de se nourrir, ce qui entraîne un arrêt de la croissance et de tout processus reproductif. Il y a aussi un arrêt de toutes les synthèses : ADN (plus de réplication), ARN, et un très fort ralentissement de la production de protéines sauf les DAP ("Diaposis Associated Protein" → complexe protéique associé à la diapause). Ces protéines DAP vont s'accumuler dans l'hémolymphe.  Mais une régulation de la transcription va se mettre en place pour ces DAP. Généralement, l'animal reste immobile pendant la diapause, il n'y a donc plus de dépense d'énergie. Il reste une très faible activité métabolique, ce qui implique une faible consommation d'oxygène et une déshydratation partielle. Cette déshydratation partielle améliore la résistance au froid. La morphogenèse est aussi stoppée. Les seuls organes et tissus qui resteront légèrement actifs sont les tissus glandulaires. Beaucoup d'insectes changent de couleur en entrant en diapause : les punaises, par exemple, deviennent brunes à l'automne. Chez celles-ci, au moment de l'entrée en diapause, on a constaté des modifications morphologiques (atrophie des organes génitaux et/ou inactivation des glandes sexuelles accessoires ; modification des muscles du vol : l'insecte devient terrestre et ne peut plus s'envoler ; à la sortie de diapause il y a une régénération des muscles du vol), des modifications de comportement (généralement solitaires, elles se regroupent dans un but dissuasif pour les prédateurs), et des modifications endocrines (diminution de taille de la glande des corps allates chez les femelles)[2].

- Le maintien en diapause : on ne connaît pas avec précision les mécanismes qui interviennent pour maintenir l'organisme en diapause pour une durée qui reste variable. On sait seulement qu'il y a intervention d'hormones : la régulation de la diapause est liée à un facteur hormonal qui dépend de l'activité des corps allates. Ces glandes endocrines sécrètent de la JH (ou hormone juvénile), qui active la vitellogenèse, c'est-à-dire l'accumulation des réserves dans les ovocytes. L'activation de la JH provoque la sortie de diapause, et l'inhibition de la JH provoque l'entrée en diapause[2]. Cette activité des corps allates est elle-même régulée par le cerveau. Même en situation de dormance et d'activité ralentie, c'est bien le cerveau qui continue à analyser les stimuli qu'il perçoit, notamment l'évolution de la photopériode, c'est-à-dire le rapport entre les durées respectives du jour et de la nuit. C'est le cerveau qui reste le régulateur en dernier ressort, soit par voie luminale, soit directement par voie nerveuse. Pendant la diapause, les cellules ne se divisent plus. La mitose est donc suspendue et s'arrête en phase G0, G1 ou G2 selon les espèces (voir l'article consacré au cycle cellulaire, notamment les sections "La phase G0" et "Processus de régulation").

- La sortie ~ (post-diapause) : lorsque les conditions environnementales redeviennent favorables, l'animal en capte les signaux externes. On assiste alors à la reprise des synthèses basiques (ADN, ARN, protéines), à la disparition des DAP et à la reprise progressive mais rapide de l'activité (alimentation, croissance, reproduction).

### La diapause embryonnaire

#### Principe et espèces concernées
Ce phénomène est donc appelé « diapause embryonnaire » (embryonic diapause), ou « développement discontinu » (discontinuous development), ou encore chez les mammifères « ovo implantation différée » (delayed implantation). Ce type de diapause bien particulier est largement répandu dans le monde animal puisqu’il s’observe chez de nombreux invertébrés (insectes), mais aussi vertébrés (poissons, oiseaux, mammifères). Il consiste, selon les espèces, en un arrêt temporaire ou un ralentissement du développement de l’embryogenèse, s'exprimant parfois, comme dans le cas des mammifères, en une phase d'attente à l'intérieur du corps de la femelle d'un ovule fécondé. Cette diapause embryonnaire se produit à un stade très précis du développement de l'embryon : par exemple chez le tatou le blocage de la segmentation cellulaire se fait au stade 100 cellules embryonnaires + 600 cellules trophoblastiques, c'est-à-dire au stade d'embryon éclos. Chez les  marsupiaux il se produit au stade 60 à 100 cellules au total (selon les espèces), donc au stade de blastocyste encapsidé. 
La diapause embryonnaire peut elle aussi être facultative (c'est le cas le plus fréquent), c’est-à-dire induite par des conditions physiologiques contingentes, généralement en lien avec un stress métabolique comme la lactation ; ou bien elle peut être aussi, plus rarement, obligatoire, c’est-à-dire toujours présente dans chaque gestation d’une espèce, comme un passage obligé du processus reproductif et inscrite dans son programme génétique de développement. Mais celle-ci est toujours elle aussi d’une durée variable en fonction des conditions extérieures, et du laps de temps variable séparant la date de fécondation du moment optimal pour la naissance. En effet, dans ce cas de diapause embryonnaire obligatoire, les signaux déclencheurs proximaux pour la régulation de la durée de la diapause embryonnaire sont eux aussi liés à la photopériode. Ce qui implique que la diapause embryonnaire obligatoire est elle aussi synchronisée avec les saisons. 
Chez les mammifères, la diapause embryonnaire obligatoire concerne une ou plusieurs espèces des familles suivantes : Cervidae (chevreuils), Mephitidae (moufettes), Mustelidae (loutres, martres, furets, fouines, belettes), Odobenidae (morses), Otariidae, Phocidae, Ursidae (soit otaries, phoques et ours, et quelques autres carnivores), Talpidae (taupes) ; et des ordres suivants : Chiroptera (chauves-souris), Cingulata (tatous), Pilosa (tamanoirs).
Toujours chez les mammifères, la diapause embryonnaire facultative concerne une ou plusieurs espèces des familles suivantes : Soricidae (musaraignes), Cricetidae et Muridae (campagnols, souris, rats), et une quarantaine d’espèces de l’infra-classe des Marsupialia (ou marsupiaux, dont plusieurs espèces de wallabys). 
On trouvera un bref tableau des espèces concernées par la diapause embryonnaire préimplantatoire, réparties entre diapause embryonnaire obligatoire et facultative, à la page 5 du document de l'Université de Lorraine déjà cité, ainsi qu'une liste plus complète, mais encore non exhaustive, à la page 164 (ou deuxième page de l'extrait accessible en ligne), tableau no 1, de l'étude du "Centre de Recherche en Reproduction Animale" de l'Université de Montréal publiée dans The International Journal of Developmental Biology déjà citée elle aussi. De même on trouvera un tableau des caractéristiques (elles aussi réparties entre diapause obligatoire et diapause facultative) des diapauses embryonnaires selon les espèces en conclusion d'une autre étude du "Centre de Recherche en Reproduction Animale" de l'Université de Montréal, elle aussi déjà évoquée (voir tableau no 1). 

#### La diapause embryonnaire de substitution
C'est le cas par exemple du kangourou : si la mère perd le petit qu'elle a dans sa poche, l'embryon sort de sa diapause embryonnaire et relance le développement embryonnaire. Ce mécanisme permet d'assurer une seconde chance d'avoir un petit. 

#### La diapause embryonnaire d'adaptation au climat
Cette diapause embryonnaire se rencontre également chez plusieurs invertébrés mais aussi chez des vertébrés, et notamment, pour les mammifères, chez le blaireau et le chevreuil,, ainsi que chez l'ours, le vison, le phoque et le lion de mer, la musaraigne, la mouffette, la plupart des tatous (famille des Dasypodidae), dont le petit Tatou des Andes, etc.. 
Mais cette fois, elle permet une mise bas à une période climatique et végétale favorable. En effet, cette diapause embryonnaire fait que la naissance se produit lorsque les conditions de température et de recherche de nourriture sont les plus favorables, par exemple en début d'été (mai-juin pour les chevreuils). Ainsi la naissance intervient plus tard que la date qui était prévisible en fonction de la durée de gestation, laquelle demeure en suspens pour une durée variable permettant de s'ajuster aux variations saisonnières du climat.

#### La diapause embryonnaire de régulation des portées
Les contraintes environnementales sont donc décisives pour déterminer la longueur de la diapause embryonnaire (qui peut être variable à l’intérieur d’une même espèce, et chez la même femelle au cours de sa vie et au gré des diverses portées), alors que la période gestative proprement dite (soit après l’implantation intra-utérine), est en général toujours la même dans l’espèce au sein d’une fourchette stable. 
Mais les contraintes métaboliques sont aussi décisives : en effet, si une nouvelle conception devait se produire peu après la précédente parturition, alors les petits de la nouvelle portée naîtraient avant que les jeunes de la portée précédente ne soient sevrés, si bien que la quantité de lait disponible pour les nouveau-nés serait sévèrement limitée, et leurs chances de survie gravement compromises.

## Mécanisme et explication de la diapause embryonnaire

### Description
Ce phénomène de diapause embryonnaire est caractérisé, chez les espèces concernées, par le fait que l’œuf fécondé ou l’embryon ne s’implante pas dans l’utérus maternel immédiatement après la fécondation, mais reste dans un état de croissance suspendue (dormance prédictive en ce cas), bloqué au stade de blastocyste ou blastula et cesse tout développement pendant une période variable, dont la durée est conditionnée à la fois par des facteurs internes et des facteurs externes. Les embryons, à l'intérieur du corps de la femelle, produisent tout de même leur propre placenta, en attendant leur implantation intra-utérine. Habituellement les embryons proviennent d'un seul zygote. La phase réelle de gestation et de développement embryonnaire commence après la diapause, les deux périodes diapause et gestation déterminant ensemble la durée totale de gravidité. 
Il s’agirait donc là d’une stratégie reproductive gagnante, qui consisterait en un découplage entre accouplement, fécondation et parturition, afin que ceux-ci interviennent aux moments les plus propices à la survie de l’espèce. Cette stratégie fait partie des stratégies évolutives destinées à assurer le succès de la reproduction et les meilleures chances de survie aux nouveau-nés. Elle peut être rattachée à la "Stratégie K" du modèle évolutif. Cette stratégie de diapause embryonnaire est assez fréquemment employée dans le règne animal, puisqu’entre autres plus de 130 espèces de mammifères l’ont empruntée.

### Aspects génétiques, endocriniens et chimiques du processus
Une équipe de chercheurs de la Children’s Research Foundation de Cincinnati aux États-Unis, dirigée par Sudhansu Dey, a étudié en 2013 en détail le processus d’implantation d’un embryon dans l’utérus d’une souris femelle. Ils ont ainsi pu identifier un gène, le MSX1, qui pourrait jouer un rôle déterminant dans le déclenchement et l’arrêt de la diapause embryonnaire, car ils ont constaté qu’il était particulièrement actif  juste avant l’implantation.
Pour tester cette hypothèse, ils ont induit hormonalement un report de grossesse chez des femelles souris, visons et wallabies. Ils ont ainsi constaté que MSX1 était en effet plus actif lorsque la grossesse était retardée, et ce pour les trois espèces. Les résultats ont aussi confirmé que MSX1 et les gènes liés sont bien responsables de la production de protéines et sont actifs dans les cellules épithéliales, un type cellulaire particulièrement présent à l’intérieur de l’utérus. On attend de confirmer ces observations chez d’autres espèces qui connaissent la diapause embryonnaire comme les ours polaires et les pandas géants. En tout cas, il s’avère que les gènes MSX, qui constituent une ancienne famille de gènes, ont été préservés durant longtemps et jouent un rôle important dans le phénomène de la diapause embryonnaire. 
Par ailleurs, dans l’étude du Centre de Recherche en Reproduction Animale de l’Université de Montréal déjà citée et disponible en ligne, trois modèles différents de diapause embryonnaire ont été étudiés en détail : chez la souris, les carnivores mustélidés et le wallaby. 
Il ressort assez nettement de ces observations que, bien que le signal hormonal endocrinien responsable de l’induction de la diapause (comme du redémarrage du développement après la diapause) puisse largement varier d’une espèce à l’autre, on a pu néanmoins dégager un certain nombre de traits communs : les données indiquent à l’évidence que l’utérus exerce toujours une influence régulatrice proximale et décisive sur le déclenchement de la sortie de diapause et de l’implantation de l’embryon. Certains facteurs ont été identifiés comme cruciaux pour cette régulation utérine, en particulier les polyamines. 
D’autres études récentes indiquent que la diapause peut être induite artificiellement chez des espèces qui ne la connaissent pas dans la nature. Ceci suggère que la potentialité d’apparition de la diapause chez les mammifères soit due à un événement évolutif singulier adopté comme mécanisme de contrôle favorisant un meilleur succès reproductif. Des travaux ultérieurs aux niveaux moléculaire, cellulaire et de l’organisme seront nécessaires avant que la base physiologique de la diapause ne soit totalement élucidée.

### Et chez l'humain?
Selon Sudhansu Dey (déjà nommé) interrogé par Live Science, une meilleure compréhension de ce processus de la diapause embryonnaire pourrait éventuellement avoir des implications chez l’humain, en jouant sur l’activité de ce gène MSX1 dont il a contribué à établir le rôle dans le report du processus gestatif :

« Si nous maintenons MSX1 à des niveaux élevés chez les femmes, peut-être  pourrions-nous étendre la phase réceptive pour la fertilisation. »

Mais l’horizon d’une telle possibilité est encore assez lointain et nécessitera plusieurs années de travaux complémentaires, conclut le chercheur.